# Francesco di Ferdinando de' Medici
Francesco di Ferdinando de' Medici (Firenze, 14 maggio 1594 – Pisa, 17 maggio 1614) fu principe di Toscana e quarto principe di Capestrano, barone di Carapelle, signore di Castel del Monte, di Ofena e della terra di Bussi.

## Biografia

### Infanzia

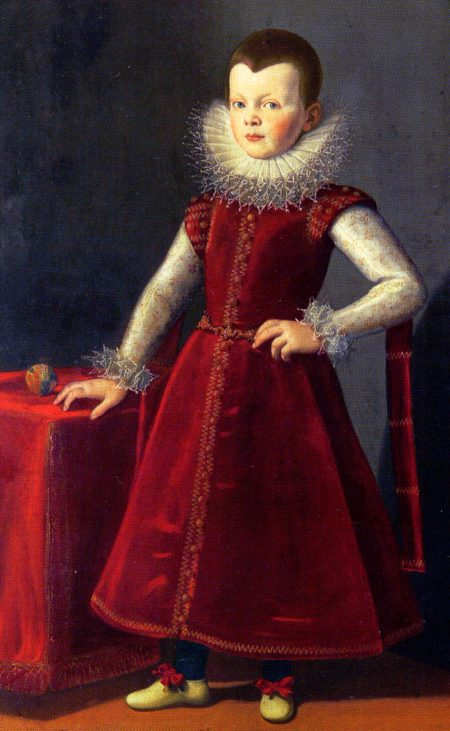
Ritratto di Francesco de' Medici fanciullo.

Era il quarto figlio di Ferdinando I de' Medici e Cristina di Lorena. Nel 1612, a diciott'anni, fu nominato principe di Capestrano, barone di Carapelle (la baronia comprendeva il territorio di Santo Stefano di Sessanio, Calascio, Rocca Calascio, Castelvecchio Calvisio e Carapelle Calvisio), signore di Ofena, di Castel del Monte e della terra di Bussi. Mantenne il titolo di principe di Capestrano fino alla morte.

### Carriera militare
Destinato alla carriera da diplomatico, egli preferì invece dedicarsi all'arte militare. Era al comando delle truppe spedite dalla Toscana nel 1613 in aiuto a Ferdinando Gonzaga contro il duca Savoia Carlo Emanuele I, ma non entrò mai in azione perché tra i due contendenti fu stipulata una pace prima che egli arrivasse nel Ducato di Mantova.

### Morte
Dopo essersi recato in pellegrinaggio a Loreto morì poco dopo il ritorno, nel 1614 all'età di vent'anni. Per sua precisa volontà sulla sua tomba è inciso "Princeps Capestrani".
Nel 1857, durante una prima ricognizione delle salme dei Medici, così venne ritrovato il suo corpo: 

## Ascendenza
|                         |                       |                                  | Genitori                              |  |  | Nonni |  |  | Bisnonni                  |  |  | Trisnonni            |  |
|                         |                       |                                  |                                       |  |  |       |  |  | Giovanni dalle Bande Nere |  |  | Giovanni il Popolano |  |
|                         |                       |                                  |                                       |  |  |       |  |  | Giovanni dalle Bande Nere |  |  | Giovanni il Popolano |  |
|                         |                       | Caterina Sforza                  |                                       |  |  |       |  |  | Giovanni dalle Bande Nere |  |  |                      |  |
| Cosimo I de' Medici     |                       |                                  |                                       |  |  |       |  |  | Giovanni dalle Bande Nere |  |  |                      |  |
|                         |                       | Maria Salviati                   | Jacopo Salviati                       |  |  |       |  |  |                           |  |  |                      |  |
|                         |                       | Maria Salviati                   | Jacopo Salviati                       |  |  |       |  |  |                           |  |  |                      |  |
|                         |                       | Maria Salviati                   | Lucrezia di Lorenzo de' Medici        |  |  |       |  |  |                           |  |  |                      |  |
| Ferdinando I de' Medici |                       | Maria Salviati                   |                                       |  |  |       |  |  |                           |  |  |                      |  |
|                         |                       | Pedro Álvarez de Toledo y Zúñiga | Fadrique Álvarez de Toledo y Enríquez |  |  |       |  |  |                           |  |  |                      |  |
|                         |                       | Pedro Álvarez de Toledo y Zúñiga | Fadrique Álvarez de Toledo y Enríquez |  |  |       |  |  |                           |  |  |                      |  |
|                         |                       | Pedro Álvarez de Toledo y Zúñiga | Isabel de Zúñiga                      |  |  |       |  |  |                           |  |  |                      |  |
| Eleonora di Toledo      |                       | Pedro Álvarez de Toledo y Zúñiga |                                       |  |  |       |  |  |                           |  |  |                      |  |
|                         |                       | María Osorio y Pimentel          | Luis Pimentel y Pacheco               |  |  |       |  |  |                           |  |  |                      |  |
|                         |                       | María Osorio y Pimentel          | Luis Pimentel y Pacheco               |  |  |       |  |  |                           |  |  |                      |  |
|                         |                       | María Osorio y Pimentel          | Juana Osorio                          |  |  |       |  |  |                           |  |  |                      |  |
| Francesco de' Medici    |                       | María Osorio y Pimentel          |                                       |  |  |       |  |  |                           |  |  |                      |  |
|                         | Francesco I di Lorena | Antonio di Lorena                |                                       |  |  |       |  |  |                           |  |  |                      |  |
|                         | Francesco I di Lorena | Antonio di Lorena                |                                       |  |  |       |  |  |                           |  |  |                      |  |
|                         | Francesco I di Lorena | Renata di Borbone-Montpensier    |                                       |  |  |       |  |  |                           |  |  |                      |  |
| Carlo III di Lorena     | Francesco I di Lorena |                                  |                                       |  |  |       |  |  |                           |  |  |                      |  |
|                         |                       | Cristina di Danimarca            | Cristiano II di Danimarca             |  |  |       |  |  |                           |  |  |                      |  |
|                         |                       | Cristina di Danimarca            | Cristiano II di Danimarca             |  |  |       |  |  |                           |  |  |                      |  |
|                         |                       | Cristina di Danimarca            | Isabella d'Asburgo                    |  |  |       |  |  |                           |  |  |                      |  |
| Cristina di Lorena      |                       | Cristina di Danimarca            |                                       |  |  |       |  |  |                           |  |  |                      |  |
|                         |                       | Enrico II di Francia             | Francesco I di Francia                |  |  |       |  |  |                           |  |  |                      |  |
|                         |                       | Enrico II di Francia             | Francesco I di Francia                |  |  |       |  |  |                           |  |  |                      |  |
|                         |                       | Enrico II di Francia             | Claudia di Francia                    |  |  |       |  |  |                           |  |  |                      |  |
| Claudia di Valois       |                       | Enrico II di Francia             |                                       |  |  |       |  |  |                           |  |  |                      |  |
|                         |                       | Caterina de' Medici              | Lorenzo de' Medici duca di Urbino     |  |  |       |  |  |                           |  |  |                      |  |
|                         |                       | Caterina de' Medici              | Lorenzo de' Medici duca di Urbino     |  |  |       |  |  |                           |  |  |                      |  |
|                         |                       | Caterina de' Medici              | Maddalena de La Tour d'Auvergne       |  |  |       |  |  |                           |  |  |                      |  |
|                         |                       | Caterina de' Medici              |                                       |  |  |       |  |  |                           |  |  |                      |  |